# Nedre Slotträsket
Nedre Slotträsket är en sjö i Storumans kommun i Lappland och ingår i Umeälvens huvudavrinningsområde. Nedre Slotträsket ligger i Vindelfjällen Natura 2000-område.